# Nilton Bonder

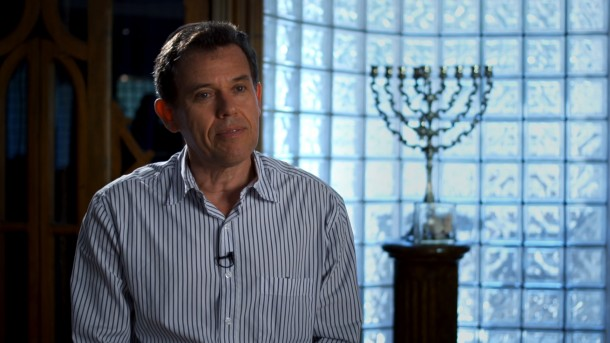
Nilton Bonder

Nilton Bonder (* 27. Dezember 1957 in Porto Alegre, Brasilien) ist ein brasilianischer Rabbiner, Koordinator der Congregação Judaica do Brasil (Jüdische Ordensgemeinschaft Brasiliens) in Rio de Janeiro und Autor. Er ist der Neffe des Sportfunktionärs Carlos Arthur Nuzman.

## Leben
Bonder wurde 1987 am Jewish Theological Seminary in New York ordiniert, wo er auch zum Doktor der hebräischen Literatur promoviert wurde. Er ist Autor international erfolgreicher Bücher über diverse Thematiken, aus der jüdischen Perspektive betrachtet; seine Werke wurden in den Niederlanden, Spanien, Italien, Deutschland, Tschechien, USA, China, Russland und Südkorea veröffentlicht. Bonder hält regelmäßig Vorträge in den USA und arbeitet auch als Berater für diverse Unternehmen wie Natura, IBM, Embratel, Vale, O Globo, Banco ABN AMRO, Petrobrás, Fundação Don Cabral und Fundação Getúlio Vargas. In Rio de Janeiro koordiniert er außerdem das Kulturzentrum Midrash. Nilton Bonder engagiert sich aktiv für Menschenrechte und Umweltfragen.

## Veröffentlichungen
Sein Buch A Alma Imoral (etwa Die unsittliche Seele; das Buch ist noch nicht auf Deutsch erschienen) wurde von Tikkun unter die zwanzig besten jüdischen Bücher des Jahres 2002 gewählt und ist sehr erfolgreich zu einem Theaterstück adaptiert worden, das 2008 von der Zeitschrift Veja als beste Aufführung des Jahres in São Paulo bezeichnet wurde. Das Stück wird auch in Buenos Aires aufgeführt und unter der Regie von Silvio Tendler verfilmt.
Ein weiteres Theaterstück zu seinem Buch O Código Penal Celeste (englisch Heavens’s Criminal Code, deutsch etwa Das Gesetzbuch des Himmels; das Buch ist noch nicht auf Deutsch erschienen) ist derzeit in Arbeit.
Vier seiner Bücher sind bisher auf Deutsch veröffentlicht: Der Rabbi hat immer Recht, Ökologie des Geldes, Neid für Profis und Grenzen der Intelligenz.